# 瞿希贤
瞿希贤（1919年9月23日—2008年3月19日），女，上海人，中国作曲家，中国音乐家协会第一届常务理事，第二、第三届理事，第四届副主席，中国电影音乐学会顾问、中国音乐家协会儿童音乐学会名誉会长。

## 生平
瞿希贤于1944年毕业于上海圣约翰大学英文系，1948年毕业于上海国立音乐专科学校作曲系，后任北平艺专音乐理论系讲师，中央音乐学院成立后，在其音工团和中央乐团创作组工作，文化大革命期间，被打成叛徒，被囚禁了六年半。

## 作品
瞿希贤的作品主要包括合唱、独唱和儿童歌曲等，她的作品题材宽广，风格多样，音乐语言清新生动，大气磅礴，具有鲜明的民族特色和艺术独创性。
主要作品有歌曲《全世界人民一条心》，获第三届世界青年联欢节歌曲比赛一等奖，合唱曲《全世界无产者联合起来》获1964年全国群众歌曲一等奖，儿童歌曲《听妈妈讲那过去的事情》获全国第二次少年儿童文艺创作评奖音乐作品一等奖。歌曲《新的长征，新的战斗》于1980年被评为优秀群众歌曲。此外还有《乌苏里船歌》等广为流传的歌曲，曾为电影《青春之歌》、《红旗谱》、《为了和平》、《元帅之死》、《骆驼祥子》等作曲。
主要著作有《歌曲作法简明教程》，和翻译里姆斯基-科萨科夫的作品《管弦乐法原理》。

## 家庭
- 前夫：赵复三，1966年离婚